# Норвежки археологически преглед
Норвежки археологически преглед (на английски: Norwegian Archaeological Review, съкратено NAR) е академично списание за археологически изследвания. Списанието е създадено през 1968 г. по идея на археолога Бьорн Михре, който е и първият му главен редактор. От 2008 г. се публикува от издателство Routledge.

## Главни редактори
Главни редактори през годините:
- 1968 – 1978: Бьорн Михре
- 1978 – 1982: Свейн Индрелид
- 1982 – 1984: Олав Свере Йохансен
- 1984 – 1990: Бьорн Михре
- 1990 – 1996: Ерика Енгелстад
- 1996 – 2001: Кристофър Прескот
- 2001 – 2010: Хайн Бяртман Бьерк
- 2010 – 20??: Кнут Андреас Бергшвик
- 20?? – : Шарлът Дам